# Stonek (prvoci)
Stonek je obecně v protozoologii označení pro strukturu, která slouží k přichycení prvoka k povrchu. Může být různě dlouhý. Buď vzniká jako výběžek cytoplazmy, nebo je vylučován z buňky ven.
Pokud je stonků více a nesou několik jedinců, říká se jim často stvol a jednotlivým částem stopky.